# Adam Pieńkowski
Adam Pieńkowski (ur. 21 grudnia 1892 w Godlewie-Miernikach) – podpułkownik geograf Wojska Polskiego, działacz niepodległościowy, kawaler Orderu Virtuti Militari.

## Życiorys
Urodził się 21 grudnia 1892 w Godlewie-Miernikach, w ówczesnym powiecie ostrowskim guberni łomżyńskiej, jako syn Napoleona Ludwika i Petroneli Ewy z Jerzykiewiczów. W 1904, po ukończeniu powszechnej szkoły parafialnej, rozpoczął naukę w gimnazjum w Łomży. W 1905, w następstwie strajku szkolnego, opuścił gimnazjum i przez półtora roku pobierał nauki prywatnie.
18 lutego 1928 został mianowany majorem ze starszeństwem z 1 stycznia 1928 i 2. lokatą w korpusie oficerów geografów. Na stopień podpułkownika został mianowany ze starszeństwem z 19 marca 1938 i 1. lokatą w korpusie oficerów geografów.
W latach 1928–1939 służył w Wojskowym Instytucie Geograficznym w Warszawie na stanowisku pełniącego obowiązki szefa Wydziału IV Opisowego.
Był żonaty z Aleksandrą z Grażewiczów, z którą miał dwóch synów, żołnierzy batalionu „Gustaw”, obu w stopniu kaprala podchorążego: Jerzego Feliksa, ps. 1536 (1924–1945) i Henryka Kazimierza, ps. Kazik (1926–1999). Henryk Kazimierz Pieńkowski został pochowany na Cmentarzu Wojskowym na Powązkach (kwatera A dod, rząd 10, miejsce 6). Jest to także grób (być może symboliczny) Adama i Aleksandry Pieńkowskich.

## Publikacje
- Prusy Wschodnie. Szkic wojskowo-geograficzny i statystyczny, Wojskowy Instytut Naukowo-Wydawniczy, Warszawa 1930.

## Ordery i odznaczenia
- Krzyż Srebrny Orderu Wojskowego Virtuti Militari nr 6829 – 10 maja 1922[11]
- Krzyż Walecznych trzykrotnie[5][1]
- Złoty Krzyż Zasługi – 25 maja 1939 „za zasługi w służbie wojskowej”[12][4]
- Medal Niepodległości – 25 stycznia 1933 „za pracę w dziele odzyskania niepodległości”[13]
- Medal Zwycięstwa[5]